# In My Arms (chanson de Mylo)
Cet article concerne la chanson de Mylo. Pour la chanson de Kylie Minogue, voir In My Arms.
Singles de Mylo
Destroy Rock and Roll
(2005) Doctor Pressure
(2005)
Pistes de Destroy Rock and Roll
Drop The Pressure
(4) Guilty of Love
(6)
In My Arms est une chanson du DJ écossais Mylo sortie en 2005 sous le label Breastfed Recordings. Le single est extrait de l'album studio Destroy Rock and Roll (2004). La chanson contient un sample de Bette Davis Eyes de la chanteuse américaine Kim Carnes et Waiting for a Star to Fall du duo de musique pop américain Boy Meets Girl. La chanson se classe dans de nombreux hit-parades en Europe dont la 2e place en Belgique (Wallonie), la 13e place au Royaume-Uni.

## Classement par pays
| Classement (2005)                       | Meilleure position |
| --------------------------------------- | ------------------ |
| Allemagne (Singles Top 100)             | 61                 |
| Australie (ARIA)                        | 25                 |
| Belgique (Flandre Ultratop 50 Singles)  | 23                 |
| Belgique (Wallonie Ultratop 50 Singles) | 2                  |
| Danemark (Tracklisten)                  | 20                 |
| Irlande (Singles Top 50)                | 22                 |
| Pays-Bas (Nederlandse Top 40)           | 82                 |
| Royaume-Uni (UK Singles Top 75)         | 13                 |